# Théâtre d'opéra et de ballet d'Odessa
Le théâtre national académique d'opéra et de ballet d'Odessa (Ukraine) est le théâtre le plus ancien d'Odessa. 
Le premier opéra, bâti en 1810 fut détruit par un incendie en 1873. Le bâtiment moderne est construit par les architectes viennois, Ferdinand Fellner et Hermann Helmer dans le style baroque et inauguré en 1887. Le vestibule luxueux est de style rococo. L'acoustique unique permet d'entendre un chuchotement murmuré sur la scène dans n'importe quelle partie de la salle. Sa rénovation la plus récente a été réalisée en 2007.

## Histoire

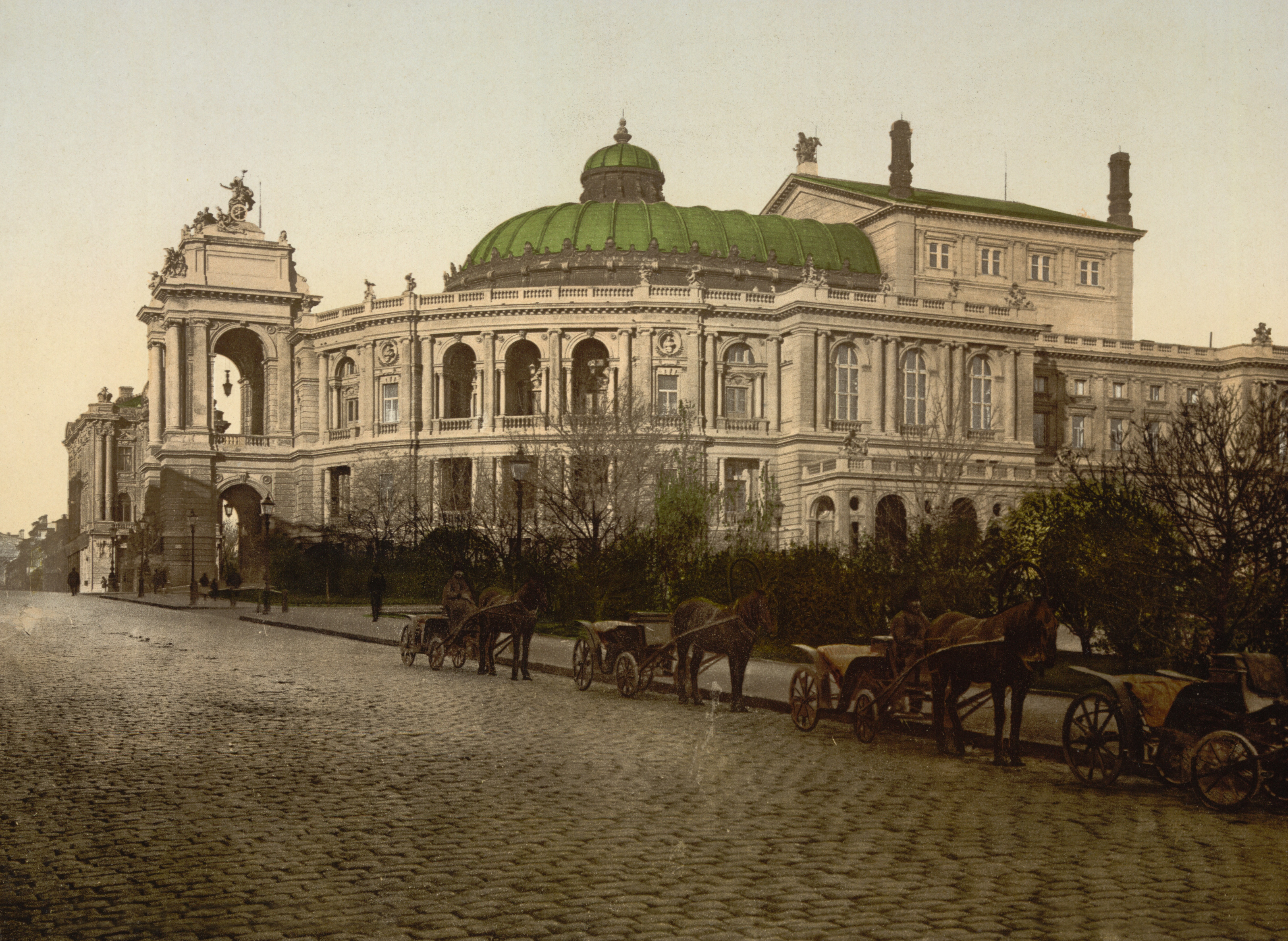
Le Théâtre d'opéra et de ballet d'Odessa, vers 1890-1905.

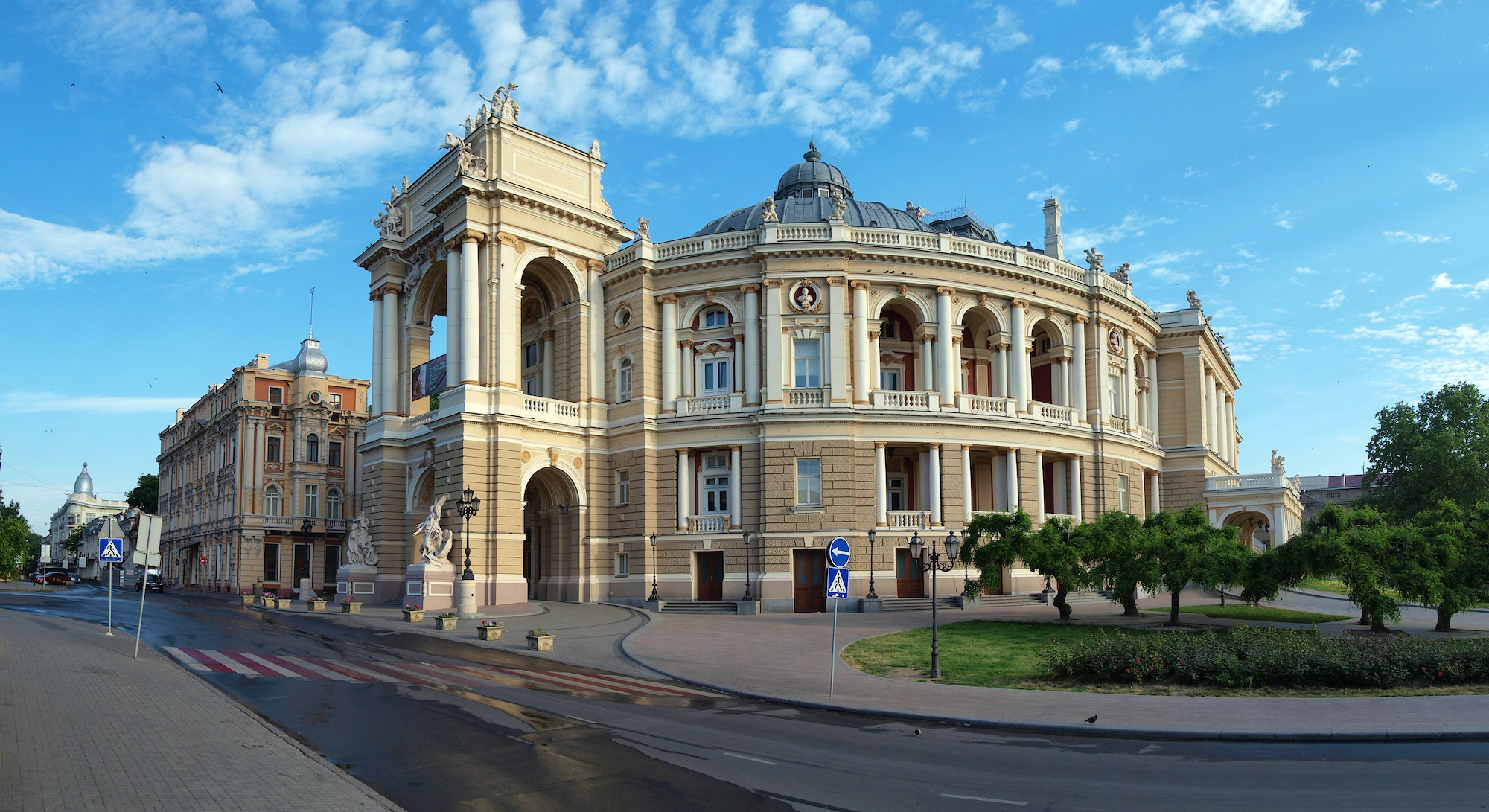
Le Théâtre d'opéra et de ballet d'Odessa.

Inauguré le 10 février 1810, l'édifice le plus célèbre de la ville avec l'escalier du Potemkine est conçu à l'origine par l'architecte de Saint-Pétersbourg Jean-François Thomas de Thomon. Ce premier théâtre qui ne comportait pas de foyer, est situé presque exactement à l'emplacement de l'édifice actuel. L'entrée principale avec son vestibule fait face à la mer. 

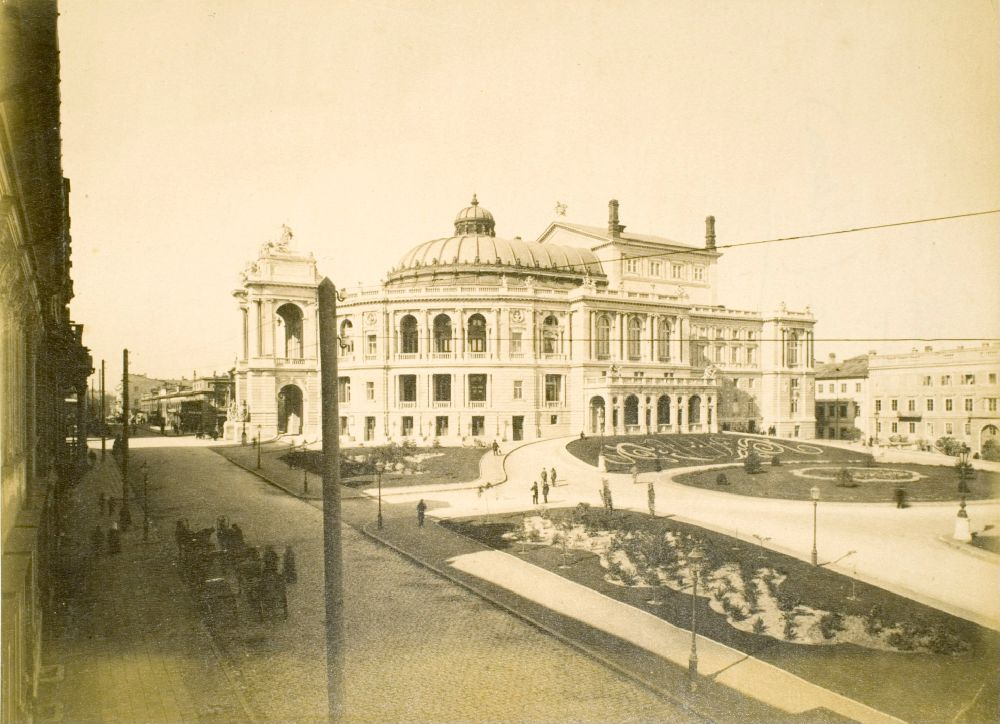
Opéra d'Odessa, Department of Image Collections, National Gallery of Art Library, Washington, DC

Dans la nuit du 2 janvier 1873, le bâtiment est détruit par le feu. Immédiatement, s'engage une campagne de collecte de fonds. La ville annonce l'organisation d'un concours international pour la meilleure conception. Quarante projets sont soumis mais aucun n'est choisi. En 1875, il est décidé que le nouveau théâtre d'Odessa devrait être établi dans le même style que le précédent. 
Deux architectes viennois, Ferdinand Fellner et Hermann Helmer commencent à concevoir un bâtiment plus grand en 1883. La première pierre est posée le 16 septembre 1884. Le 1er octobre 1887, le théâtre est terminé. Il a coûté 1 300 000 roubles, nécessité 52 000 t de pierre et fait l'admiration des habitants d'Odessa, au départ révoltés par le coût de l'opération. Il est nommé Théâtre de la ville d'Odessa, et est le premier bâtiment de la ville à utiliser l'éclairage électrique de la Compagnie Edison. Afin d'assurer le confort des mélomanes, un système de rafraichissement de l'air est créé en apportant de la glace dans les sous-sols.
En 1925, le bâtiment est à nouveau emporté par les flammes. Pendant la Seconde Guerre mondiale, Nikita Khrouchtchev, préoccupé par l'état de la ville, visite Odessa juste après sa libération et constate que seul un angle du bâtiment a été endommagé par une bombe ennemie. Le théâtre subit des transformations dans les années 1960. À la suite d'un glissement de terrain, il risque de s'effondrer. Une première fissure dans les fondations est apparue dès l'ouverture. La moitié est du bâtiment s'est affaissée de plus de quinze centimètres durant les trois premières années et les murs ont commencé à s'incliner. Gleb Dranov, un ancien chanteur d'opéra qui s'est produit au théâtre pendant 25 ans, travailla durant cinq ans en tant que géologue pour aider à sa réhabilitation.

## Architecture

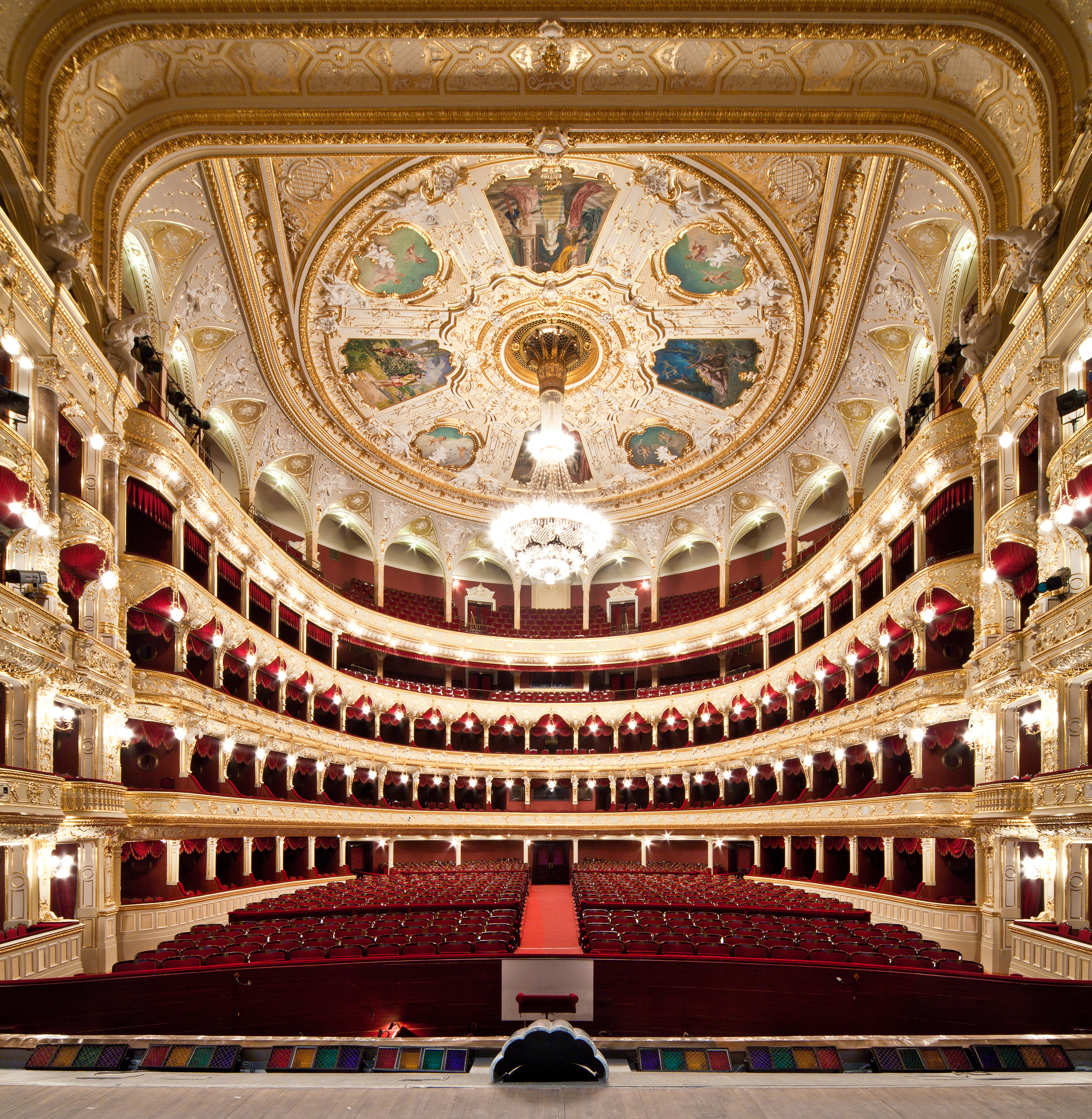
La salle du théâtre.

La façade est décorée dans le style baroque italien et ornée des bustes de Mikhaïl Glinka, Nicolas Gogol, Alexandre Griboïedov et Alexandre Pouchkine. Le grand vestibule a été dessiné dans le style Louis XVI. Il est richement décoré de stuc doré. Les architectes ont ouvert le foyer sur vingt-quatre sorties pour éviter une tragédie dans l'éventualité d'un incendie. Sur le côté du théâtre se trouve une pelouse avec des fleurs et des arbustes.